# Blerim Džemaili
Blerim Džemaili (macedónul: Блерим Џемаили, albánul: Blerim Xhemajli) (Tetovo, Jugoszlávia; 1986. április 12.) albán származású svájci válogatott labdarúgó, a Zürich játékosa.

## Sikerei, díjai
FC Zürich
- Svájci bajnokság (Super League)
  - bajnok (3): 2005–06, 2006–07, 2021–22
- Svájci kupa
  - győztes: 2005

 SSC Napoli
- Olasz kupa (Coppa Italia)
  - győztes: 2012, 2014

 Galatasaray SK
- Török bajnokság (Süper Lig)
  - bajnok: 2014–15
- Török kupa
  - győztes: 2015